# Creck
Creck war ein Schokoladenersatzprodukt der DDR des Berliner Herstellers VEB Elfe.
Das in 100-g-Tafeln (150 × 75 mm) produzierte Creck (EVP: 1,– M) bestand aus einer Mischung von Hartfett, Zucker, etwas Kakao und gemahlenem Knäckebrot. Es wurde empfohlen, die Süßtafel vor dem Genuss zu kühlen. Das mit Proteinen, Calcium, Mineralstoffen und Lecithin angereicherte Produkt wurde unter dem Slogan Freude und Energie für Kinder und Sportler vertrieben. Dementsprechend zierten die Verpackung sportliche Motive. Jede Tafel enthielt ein Sammelbild, später wurden auch Sammelalben geschaffen.
Mit der Produktion der Creck-Tafeln sollte ein Schokoladenersatz angeboten werden, da durch die gestiegenen Weltmarktpreise und die Devisenschwäche der DDR der Rohkakao-Import deutlich gesenkt werden musste.
Heute wird unter der Marke Creck Schulmilch, insbesondere Kakao, angeboten.